# Шахта «Червоний партизан»
ВП «Шахта „Червоний партизан“» — вугледобувне, містоутворююче підприємство в місті Вознесенівка Луганської області. Входить до «ДТЕК Свердловантрацит»
Шахта «Червоний Партизан» за географічним розташуванням — найсхідніша вуглевидобувна точка на карті України.

## Історія
Шахту «Червоний партизан» будівельники здали в експлуатацію 25 червня 1958 року. З перших днів вона давала по 560—600 тонн вугілля на добу. З місяця в місяць зростала її продуктивність, наближаючись до проєктної потужності — 2,5 тис. тонн середньодобового вуглевидобутку. Цей рубіж був перекритий вже влітку 1960 року. Таким чином, на освоєння проєктної потужності по тому часі вугільного підприємства гірникам знадобилося менше двох років замість семи років за планом.
У 1965 році розроблена документація на реконструкцію шахти. У 1967 році шахти «Червоний партизан», № 63 і № 68, «Провальські» № 1 і № 2, всі Комсомольські шахти і шахта № 1-2 ім. Свердлова були виділені зі складу тресту «Свердловуголь» в самостійний трест «Червонопартізанськвугілля». Роботи по реконструкції розпочато в 1968 році. У зв'язку з дорозвідкою родовища, істотним відставанням робіт по реконструкції шахти від затвердженого календарного плану виникла необхідність в коректуванні затвердженого проєкту.
У вересні 1970 року Міністерство вугільної промисловості УРСР з метою концентрації вугільного виробництва створило на базі цих двох трестів комбінат «Свердловантрацит», який в серпні 1975 року був реорганізований в виробниче об'єднання «Свердловантрацит».
У 1973 році інститутом «Луганськдіпрошахт» виконана коригування проєкту реконструкції шахти і збагачувальної фабрики «Червоний партизан».
У 2010—2011 роках шахта «Червоний партизан» була оснащена монорельсовою підвісною дорогою МПД-24Ф з дизелевозів, а також проведено капітальний ремонт очисного обладнання для оснащення лав: № 74 (секції механізованого кріплення 2КД-90, комбайн 1К101-У, скребковий конвеєр СП -326), № 71 (комбайн УКД-400, скребковий конвеєр СП-326), № 353 (секції хутро. кріплення 2КД-90, комбайн 1К101-У, скребковий конвеєр СП-326). Придбання даного обладнання допоміг профінансувати ДТЕК в рамках договору про державно-приватне партнерство, який був укладений в 2010 році.
З літа 2014 року непідконтрольна владі України. З березня 2017 роки компанія не здійснює управління підприємством, його захопила терористичне угрупування «ЛНР»

### Досягнення
За 31 робочий день бригада В. Г. Мурзенко видала на-гора понад 173 тис. тонн вугілля, довівши середньодобову продуктивність комплексу до 5586 тонн. У серпні 1973 року гірники перекрили і цей рекорд, а ще через два місяці було зафіксовано нове видатне досягнення передового колективу: 31 жовтня стало відомо, що за десять місяців він видав на-гора 1 млн тонн вугілля. У грудні того ж року В. Г. Мурзенко став Героєм Соціалістичної Праці; багато членів бригади нагороджені орденами і медалями

## Адреса
94801, м. Вознесенівка, Луганської обл.